# Ramiro Romero
Ramiro Romero Ortiz (Minatitlán, Veracruz, 26 de enero de 1970). Es un exfutbolista mexicano que jugó como delantero durante su carrera. También fue internacional con la selección de México.

## Trayectoria
Debutó en la temporada 1988-89 con el Cruz Azul donde permaneció por cinco años, también jugó en Correcaminos de la UAT y Toros Neza de la Primera División y en Atlético San Francisco y Atlético Mexiquense, toros neza de Liga de Ascenso de México dicho este último club donde se retiró en 2000, además de entrenador de algunos equipos de la tercera y segunda división profesional, también representó a México con la selecciones menores sub-17 en el mundial de Canadá 1987, Juegos Panamericanos 1991 en la habana, Cuba y en la eliminatoria olímpica para Juegos Olímpicos Barcelona 1992. Ramiro Romero, originario de Minatitlán se encuentra en Los Ángeles, Estadios Unidos, en donde es el director técnico de la Chivas Jr. USA, en el poco tiempo de estancia ha logrado varios campeonatos con el equipo juvenil.
Ramiro Romero, el exjugador profesional y en un tiempo presidente de la Comude de Minatitlán se dio un tiempo para una entrevista, con quien recordó su llegada a los Estados Unidos: "Fue por un amigo que jugó conmigo en Cruz Azul, se llama Cle Kooiman, fue seleccionado en su país en 1994 y él trabaja para el Arsenal, allá como voluntario rápido se forman muchos clubes como el Barcelona, Chelsea, Arsenal todos los europeos tienen sus filiales y se hacen grandes torneos, y cuentan con todo el apoyo".

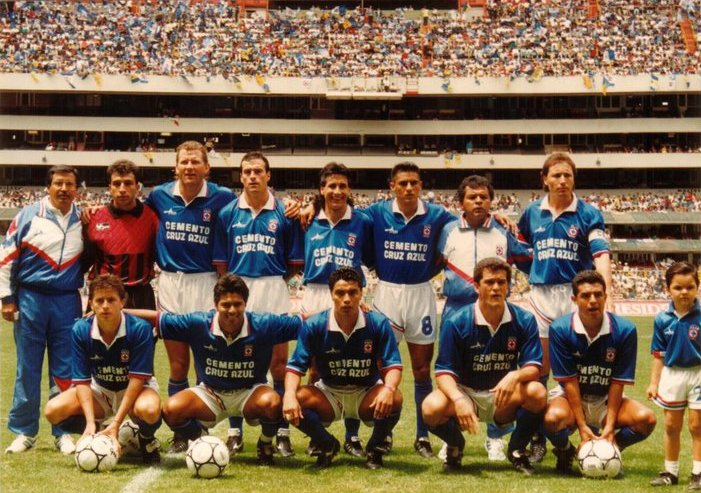
Ramiro Romero con el Cruz Azul.

Agregó "llegué con el Arsenal y por el idioma se complicó un poquito, me mandaron a otro club y en el trayecto me encontré con Claudio Suárez, Ramón Ramírez y al Pulpo Zúñiga, ellos trabajan con las Chivas, fue el dueño de la filial de Club Deportivo Chivas USA, Tony Camolina quien me contacto y me pidió que dirigiera un entrenamiento, estuve dos semanas en observación, les gustó y fue así como entré en la organización donde tiene su sucursal, yo estoy en Ontario, California".
Comentó sobre su función al frente del club y los logros obtenidos "estoy dirigiendo la categoría sub-17 en el Club Chivas Jr. USA, también estoy como coordinador de todos los entrenadores, en cuanto a los campeonatos obtenidos al principio de cada año se juega un Torneo, es como una preparación para cada campaña regular, en donde por dos años los hemos ganado, después tenemos el torneo Sprint Cup, el cual nos llevamos el título, más adelante está el de Summer Cup y tuvimos la oportunidad de ganarlo en la Sub-17, se efectuó un Campeonato Nacional en donde participan todas las ligas de los Estados Unidos y nosotros quedamos en tercer lugar, perdimos la Semifinal ante el Barcelona que esta en Orange. Lo más satisfactorio fue el ganar el Torneo Premier, mi equipo Sub 17 compitió con los mejores de la Sub-19 y nos llevamos el título".

## Clubes
| Club                        | País   | Año       | PJ | Goles |
| --------------------------- | ------ | --------- | -- | ----- |
| Cruz Azul                   | México | 1988-1994 | 91 | 5     |
| Correcaminos de la UAT      | México | 1994-1995 | 16 | 2     |
| Toros Neza                  | México | 1995-1998 | 53 | 1     |
| Atlético San Francisco      | México | 1998-1999 | __ | __    |
| Atlético Mexiquense         | México | 1999-2000 | __ | __    |
| Selección Mexicana sub-17   | México | __        | __ | __    |
| Selección Panamericana 1991 | México | __        | __ | __    |
| Selección Pre-olímpica 1992 | México | __        | __ | __    |